# Saint-Jacques-d’Atticieux
Saint-Jacques-d’Atticieux – miejscowość i gmina we Francji, w regionie Owernia-Rodan-Alpy, w departamencie Ardèche.
Według danych na rok 1990 gminę zamieszkiwało 170 osób, a gęstość zaludnienia wynosiła 34 osoby/km² (wśród 2880 gmin regionu Rodan-Alpy Saint-Jacques-d’Atticieux plasuje się na 1453. miejscu pod względem liczby ludności, natomiast pod względem powierzchni na miejscu 1515.).

## Populacja

Populacja Saint-Jacques-d’Atticieux w latach 1962-2008